# Pacific Tri-Nations 2001
Das Pacific Tri-Nations 2001 war die 19. Ausgabe des Rugby-Union-Turniers Pacific Tri-Nations. Dabei spielten die Nationalmannschaften von Fidschi, Samoa und Tonga um den Titel des Ozeanien-Meisters. Nach sechs Spielen, in denen die drei Teilnehmer je zweimal gegen die beiden anderen Teams antraten, sicherte sich Samoa zum neunten Mal den Titel.

## Tabelle
|    | Land    | Spiele | Siege | Unent. | Ndlg. | Spiel- punkte | Diff. | Bonus- punkte | Tabellen- punkte |
| -- | ------- | ------ | ----- | ------ | ----- | ------------- | ----- | ------------- | ---------------- |
| 1. | Samoa   | 4      | 3     | 0      | 1     | 98:81         | + 17  | 2             | 14               |
| 2. | Fidschi | 4      | 2     | 0      | 2     | 100:106       | − 6   | 1             | 9                |
| 3. | Tonga   | 4      | 1     | 0      | 3     | 83:94         | − 11  | 3             | 7                |

Anmerkung: Bonuspunkte gab es bei vier oder mehr erzielten Versuchen in einem Spiel sowie bei einer Niederlage mit sieben oder weniger Punkten Unterschied.

## Ergebnisse
| 25. Mai 2001 | Tonga                                                                       | 31 : 26         | Samoa                                                       | Teufaiva Sport Stadium, Nukuʻalofa Zuschauer: 6.000 Schiedsrichter: Fetalaiga Tapunuu (Samoa) |
| 25. Mai 2001 | Versuche: Fifita Taufahema (2) Erhöhungen: Tonga (2) Straftritte: Tonga (4) | (18:12) Bericht | Versuche: Tuikabe Straftritte: Little (6) Dropgoals: Little | Teufaiva Sport Stadium, Nukuʻalofa Zuschauer: 6.000 Schiedsrichter: Fetalaiga Tapunuu (Samoa) |

| 2. Juni 2001 | Samoa                                                                                         | 20 : 18 | Tonga                                                                                | Apia Park, Apia Schiedsrichter: S. Tagiveitaua (Fidschi) |
| 2. Juni 2001 | Versuche: Sevealiʻi Strafversuch Erhöhungen: Leaegailesolo (2) Straftritte: Leaegailesolo (2) | Bericht | Versuche: Faingaʻanuku Vunipola Erhöhungen: Tuihalamaka Straftritte: Tuihalamaka (2) | Apia Park, Apia Schiedsrichter: S. Tagiveitaua (Fidschi) |

| 9. Juni 2001 | Fidschi                                                                         | 27 : 36         | Samoa                                                                                            | National Stadium, Suva Zuschauer: 9.000 Schiedsrichter: Paul Honiss (Neuseeland) |
| 9. Juni 2001 | Versuche: Ligairi Rauluni Satala (2) Erhöhungen: Little (2) Straftritte: Little | (10:17) Bericht | Versuche: Paramore (2) Soʻoalo (2) Vaʻa Erhöhungen: Leaegailesolo (4) Straftritte: Leaegailesolo | National Stadium, Suva Zuschauer: 9.000 Schiedsrichter: Paul Honiss (Neuseeland) |

| 16. Juni 2001 | Fidschi                                                                      | 25 : 20        | Tonga                                                                          | Churchill Park, Lautoka Zuschauer: 8.000 Schiedsrichter: Masunu Talapusi (Samoa) |
| 16. Juni 2001 | Versuche: Delasau Ligairi (2) Erhöhungen: Little (2) Straftritte: Little (2) | (25:6) Bericht | Versuche: Matangi (2) Erhöhungen: Tuihalamaka (2) Straftritte: Tuihalamaka (2) | Churchill Park, Lautoka Zuschauer: 8.000 Schiedsrichter: Masunu Talapusi (Samoa) |

| 23. Juni 2001 | Samoa                                             | 19 : 22         | Fidschi                                                               | Apia Park, Apia Schiedsrichter: Paddy O’Brien (Neuseeland) |
| 23. Juni 2001 | Versuche: Lima (2) Straftritte: Leaegailesolo (3) | (11:15) Bericht | Versuche: Delasau (2) Male Erhöhungen: Little (2) Straftritte: Little | Apia Park, Apia Schiedsrichter: Paddy O’Brien (Neuseeland) |

| 29. Juni 2001 | Tonga                                          | 14 : 23        | Samoa                                                                                 | Teufaiva Sport Stadium, Nukuʻalofa Schiedsrichter: Sakaraia Vuki (Fidschi) |
| 29. Juni 2001 | Versuche: Maʻasi Matangi Erhöhungen: Tonga (2) | (7:16) Bericht | Versuche: Fanolua Sititi Erhöhungen: Leaegailesolo (2) Straftritte: Leaegailesolo (3) | Teufaiva Sport Stadium, Nukuʻalofa Schiedsrichter: Sakaraia Vuki (Fidschi) |